# The Other Shore
The Other Shore ist ein Jazzalbum von Amir ElSaffar Rivers of Sound. Die vom 3. bis 5. Dezember 2019 und am 20. Januar 2020 in den Sound Studios in Montclair, New Jersey entstandenen Aufnahmen erschienen am 10. September 2021 auf dem Label Out Note Records.

## Hintergrund
Der irakisch-amerikanische Trompeter ElSaffar hat sich durch mehrere Alben mit kleineren Gruppen und der vorangegangenen Veröffentlichung von Rivers of Sound (Not Two, 2017) damit beschäftigt, Jazzimprovisation mit arabischen Maqam-Spielformen zu kombinieren, notierte Mike Shanley. Die gesamte Musik wurde im Oktober 2019 während ElSaffars Residenz im Baryshnikov Arts Center komponiert. Die CD erschien mit Unterstützung des Arab Fund for Arts and Culture (AFAC) und der Shifting Foundation. Dies ist die zweite Veröffentlichung des 17-köpfigen Rivers of Sound Orchestra, die erste erschien 2017. Der Trompeter Amir ElSaffar führt dieses Team durch eine Produktion mit einem Schmelztiegel von Instrumenten und Klängen, die westlichen Jazz sowie den Nahen Osten umfassen, asiatische und nordafrikanische Musik, schrieb Mike Borella. Vertreten sind Oud, Buzuq, Santur, Joza, Cello, Saxophon, Oboe, Mridangam, Rahmentrommel, Schlagzeug, neu gestimmtes Klavier, Vibraphon und Gitarre, gespielt von einer Reihe bekannter Musiker aus New York und darüber hinaus.

## Titelliste

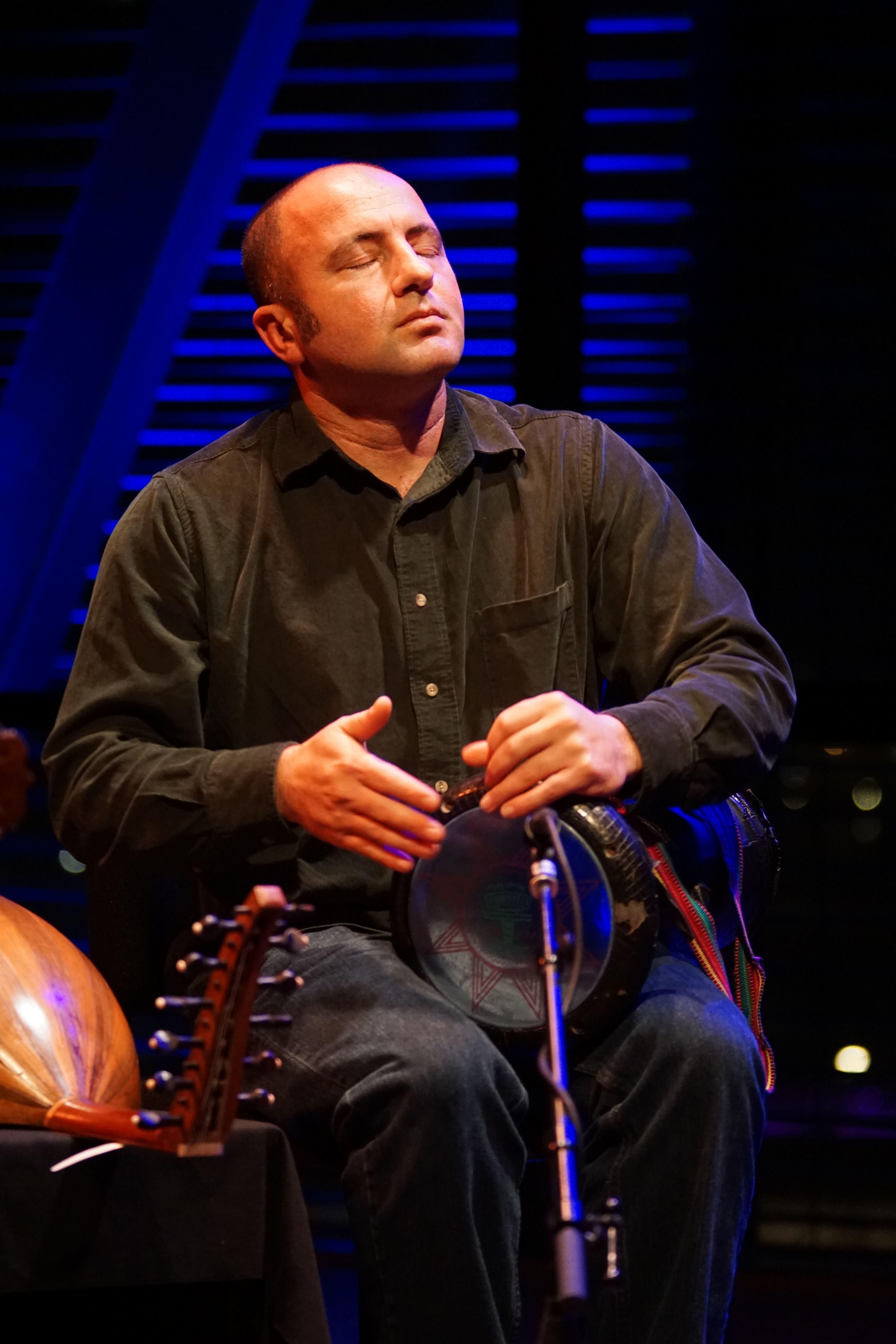
Amir El Saffar bei einem Auftritt im Bimhuis, Amsterdam 2015

- Amir ElSaffar Rivers of Sound: The Other Shore (Out Note Records OTN640)[2]

1. Dhuha 12:50
2. Transformations 9:54
3. Reaching Upward 16:29
4. Ashaa 15:24
5. Concentric 5:11
6. Lightning Flash 8:53
7. March 6:00
8. Medmi 4:15

Die Kompositionen stammen von Amir ElSaffar.

## Rezeption
Dave Sumner schrieb in Bandcamp Daily, das 17-köpfige Orchester Rivers of Sound von Amir ElSaffar zelebriere sowohl die Unterschiede als auch die Verbindungen zwischen Jazz und arabischer Musik. Tatsächlich stammen die aufregendsten Momente auf dem exquisiten Album The Other Shore aus den Momenten, in denen letzteres einen Weg zum ersteren offenbare. Instrumente wie Oud, Dumbek, Buzuq, Nay, Santur, Naqqarat und Mridangam verbinden sich mit Saxophonen, Vibraphon, Trompete, Schlagzeug, Klavier, Gitarre, Oboe, Englischhorn und Cello in einer kollektiven Ausdrucksweise. Dies sei ein Album, bei dem eine Jazzbewegung nur der Vorläufer eines Maqam ist.
Auch wenn dieser Vergleich zu weit hergeholt sei, würden die reichen Texturen von Amir ElSaffars 17-köpfigem Rivers of Sound Orchestra mich an den weitläufigen Sound erinnern, den Gil Evans und Miles Davis auf Sketches of Spain (1959) zusammengestellt haben, schrieb Mike Shanley in JazzTimes. „Komposition und Improvisation spielen auf The Other Shore gleichberechtigte Rollen, bis die Grenze zwischen beiden irrelevant wird und die Performance selbst umso fesselnder wird. Die Gruppe als Orchester zu bezeichnen ist angemessen, da sich die Gesamtwirkung ihrer Musik symphonisch anfühlt.“ Neben seinem reichhaltigen Trompetenton singt ElSaffar auch in arabischer Vocalese und spielt auf dem Santur, dem irakischen Hackbrett. Die Kombination westlicher und nahöstlicher Instrumente erzeugt ein breiteres Spektrum an Harmonien, das am besten zu Beginn von „Transformations“ zu hören ist, wenn die Melodie mikrotonale Tonhöhen enthält.
Nach Ansicht von Mike Borella (Avant Music News) liege der Fokus hier weder auf Jazz mit Weltmusikinstrumenten noch auf einer Jazzband, die nicht-westliche Musik spielt. Stattdessen vermische das Orchester Techniken und Klangfarben, bis als Ergebnis etwas vollkommen Neues entstehe. Man höre zwar die Bläser des amerikanischen Jazz ebenso wie die spiralförmigen Melodien der arabischen Musik, aber es gebe hier keinen übergeordneten Stil oder Ansatz. ElSaffar habe der Gruppe die strukturelle Anleitung gegeben, dass die Rhythmen jedes Stück erden. Infolgedessen sei dies kein Free Jazz im engeren Sinne, auch wenn die multiinstrumentalen Improvisationen manchmal locker seien.